# Antônio Dumas
Antônio Dumas Ramalho Esteves, mais conhecido apenas como Antônio Dumas (Santo André, 28 de novembro de 1955 – Conacri, 30 de dezembro de 2019), foi um treinador e futebolista brasileiro que atuava como meia ou atacante. Seu último clube foi o AS Kaloum Star, da Guiné.
Foi responsável pelas naturalizações de diversos jogadores brasileiros, especificamente nas seleções da Guiné-Equatorial e Togo.

## Carreira

### Como treinador
Antes de dirigir seleções africanas e a polêmica com as naturalizações, Dumas dirigiu equipes do Nordeste, especialmente no Sergipe, como Lagartense, Itabaiana, entre outras. Após isso, comandou suas primeiras seleções africanas: Gabão e São Tomé e Príncipe. A partir daí, assumindo a seleção de Togo, fez com que se naturalizassem Hamílton, Mikimba, Bill, Fábio Oliveira, Cris e Fabinho, para defender essa seleção, repetindo o mesmo na Guiné-Equatorial, onde, a pedido de Ruslan Obiang, filho do presidente Teodoro Obiang, fez com que naturalizassem Danilo, Ronan, André Neles, Daniel Martins, Léo Quirino, Fernando, Jônatas Obina e Alex.
Depois, retornou ao Brasil, para comandar Alagoinhas e Colo Colo, da Bahia. Em seguida, retornou ao futebol sergipano, onde comandou Estanciano, Olímpico e Socorrense. Em novembro de 2014, assumiu o Hafia, de onde saiu em fevereiro de 2015.
Em 2016, treinou o JS Kairouan da Tunísia. A última equipe treinada por ele foi o Samambaia, que disputaria o Campeonato Brasiliense de 2018. Porém, a passagem de Dumas resumiu-se a 2 amistosos preparatórios para a competição, não chegando a estrear pela Cobra-Cipó em jogos oficiais. Em 2019, assumiu o AS Kaloum Star, um dos principais clubes de futebol da Guiné.

## Morte
Antônio Dumas faleceu em Conacri, na Guiné, em 30 de dezembro de 2019.

## Títulos

### Como treinador
Gabão
- Copa UNIFAC: 1999

Guiné Equatorial
- Copa CEMAC: 2006

Guarany-SE
- Campeonato Sergipano: 1989

Lagarto
- Campeonato Sergipano: 1998